# 伊納雅 (伯南布哥州)

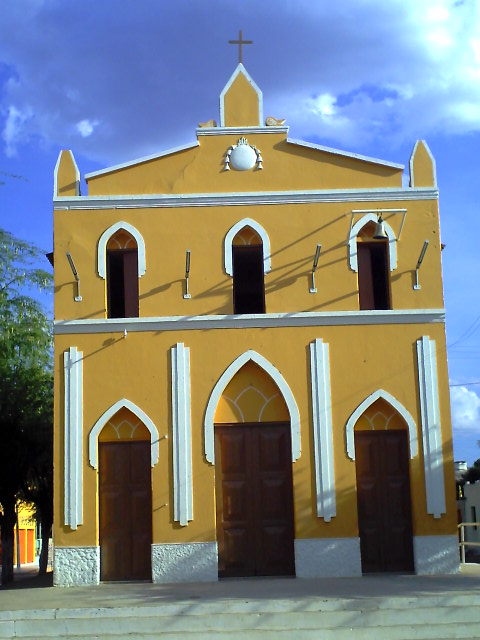
伊納雅

伊納雅（葡萄牙語：Inajá），是巴西的城鎮，位於該國東北部，由伯南布哥州負責管轄，始建於1928年9月11日，面積1,182.16平方公里，海拔高度355米，2014年人口21,475，人口密度每平方公里18.17人。